# Laringa senta
Laringa senta är en fjärilsart som beskrevs av Hans Fruhstorfer 1899. Laringa senta ingår i släktet Laringa och familjen praktfjärilar. Inga underarter finns listade i Catalogue of Life.